# Lac du Sabot
Le lac du Sabot est un lac situé à l'ouest de la Grande Terre dans les îles Kerguelen des Terres australes et antarctiques françaises (TAAF).

## Géographie

### Situation
Le lac du Sabot est situé à l'extrémité occidentale de la Grande Terre et de la calotte glaciaire Cook, à environ 260 m d'altitude, dans une cuvette très encastrée dans une sorte de cirque naturel au sud du mont de la Faille (culminant à 812 m). Quasiment circulaire, il fait 690 m de longueur et 425 m de largeur maximales, et est alimenté par les eaux de pluie et de fonte des neiges des montagnes environnantes. Son exutoire est une cascade située au sud-ouest, puis une courte rivière qui s'écoule sur environ 2 km avant de se jeter dans la crique du Sac à Plomb de la baie du Noroît dans l'océan Indien.

### Toponymie
Le lac doit son nom – attribué en 1966 par la commission de toponymie des îles Kerguelen – à la topographie du site dans lequel il se trouve, évoquant une baignoire-sabot, en lien également avec le lac de la Baignoire, localisé à 1,5 km à l'ouest sur l'autre versant de la crête du mont de la Faille, qui prend lui aussi pour les mêmes raisons son nom.